# Scilab
Scilab（サイラボ）とは、1990年からフランスのINRIA（Institut National de Recherche en Informatique et en Automatique、国立情報学自動制御研究所）とENPCで開発されているオープンソースの数値計算システムである。2003年5月にScilabコンソーシアムが組織されて以降は、INRIAによって開発されていたが、2010年6月に公式発行元としてScilab Enterprises社が設立され、2012年7月からは完全に開発・発行を担当するようになった。さらに、2017年2月、バーチャルプロトタイピングの先駆者として知られるESI GroupはScilab Enterprises社を買収すると発表し、Scilab Enterprises社はその傘下に入った。2022年8月、Scilab Enterprise社はDassault Systèmes社に買収された。
数値計算機能以外に、信号処理、行列や多項式の数式処理、 関数のグラフィック表示なども充実している。機能やコマンドは、MATLABクローンと呼ばれるソフト群の中でも特にMATLABによく似ているが、互換性はない。
Scilab 5以降は英語、フランス語、中国語等に対応している。動的システムのモデリングとシミュレーションを行うためのScicosと呼ばれるパッケージを含んでいる。
Scilab 5.2以降は日本語を含む多言語に対応し、Scicosに代わりXcosが含まれるようになった。